# Gergely Csiky
Gergely Csiky (n. 8 decembrie 1842, Pâncota, comitatul Arad - d. 19 noiembrie 1891, Budapesta) a fost un dramaturg maghiar. În piesele sale a evocat societatea maghiară din vremea sa. S-a inspirat din dramaturgia franceză (Émile Augier, Victorien Sardou, Alexandre Dumas fiul).
Teatrul Maghiar de Stat din Timișoara și grupul școlar maghiar din Arad îi poartă numele.

## Opera
- 1872: Din viață ("Az életből");
- 1872: Fotografii din Timișoara ("Fényképek");
- 1875: Profeția ("A jóslat") comedie;
- 1877: Ianus ("Janus");
- 1878: Mântuirea Thaliei ("Thalia megváltása");
- 1879: Magul ("A magusz");
- 1879: Podul pârâului ("A patak hidja");
- 1880: Proletarii ("A Proletárok");
- 1881: Mizerie cu zorzoane ("Cifra nyomoruság");
- 1884: Baloane de săpun ("Buborékok");
- 1889: Familia Atlasz ("Atlasz család");
- 1891: Cumetrii ("Az atyafiak").

A mai scris eseuri despre teatru și a realizat traduceri din Sofocle, Jean Racine, Hippolyte Taine, Eugene Scribe, Pindar, Euripide și Plaut.